# Central Park’s Mosaics of Reservoir, Lake, Paths and Gardens
Central Park’s Mosaics of Reservoir, Lake, Paths and Gardens ist ein Jazzalbum von Wadada Leo Smith und Amina Claudine Myers. Die am 8. und 9. November 2021 im Sear Sound Studio, New York City, entstandenen Aufnahmen erschienen am 10. Mai 2024 auf Red Hook Records.

## Hintergrund
Seit Anfang der 2000er-Jahre hat Wadada Leo Smith eine Reihe von Werken in Form von thematischen Alben produziert, darunter sein monumentales Ten Freedom Summers (TUM, 2013) – ein Finalist für den Pulitzer-Preis –, America’s National Parks (Cuneiform Records, 2016) und Trumpet (TUM, 2021) haben jeweils unterschiedliche Wege bei der Neudefinition kreativer Musik eingeschlagen, notierte Karl Ackermann. Smith und Myers begannen bereits in den 1970er-Jahren gemeinsam aufzutreten. Sie haben gemeinsame Verbindungen und Einflüsse aus der frühesten Phase der AACM. Die Gospel-Wurzeln von Amina Claudine Myers würden am deutlichsten in der Musik von „Mosaics of Reservoir, Lake, Paths and Gardens“ im New Yorker Central Park nuanciert. „Conservatory Gardens“ sei ein gemütlicher Spaziergang durch die Magnolien- und Fliederbäume seines Englischen Gartens, bei dem Smith in langen Schlangenlinien durch die Luft schwebt. „Jacqueline Kennedy Onassis Reservoir“ ist der einzige Titel mit Myers an der Hammond-B3-Orgel. Mit Smith malt Myers die ruhige Klanglandschaft eines über 100 Hektar großen Stausees, der für seine Vogelwelt bekannt ist. „When Was“ ist eine von klassischen Klavierthemen beeinflusste Myers-Komposition, die in scharfem Kontrast zu Smiths Tempo steht.

## Titelliste

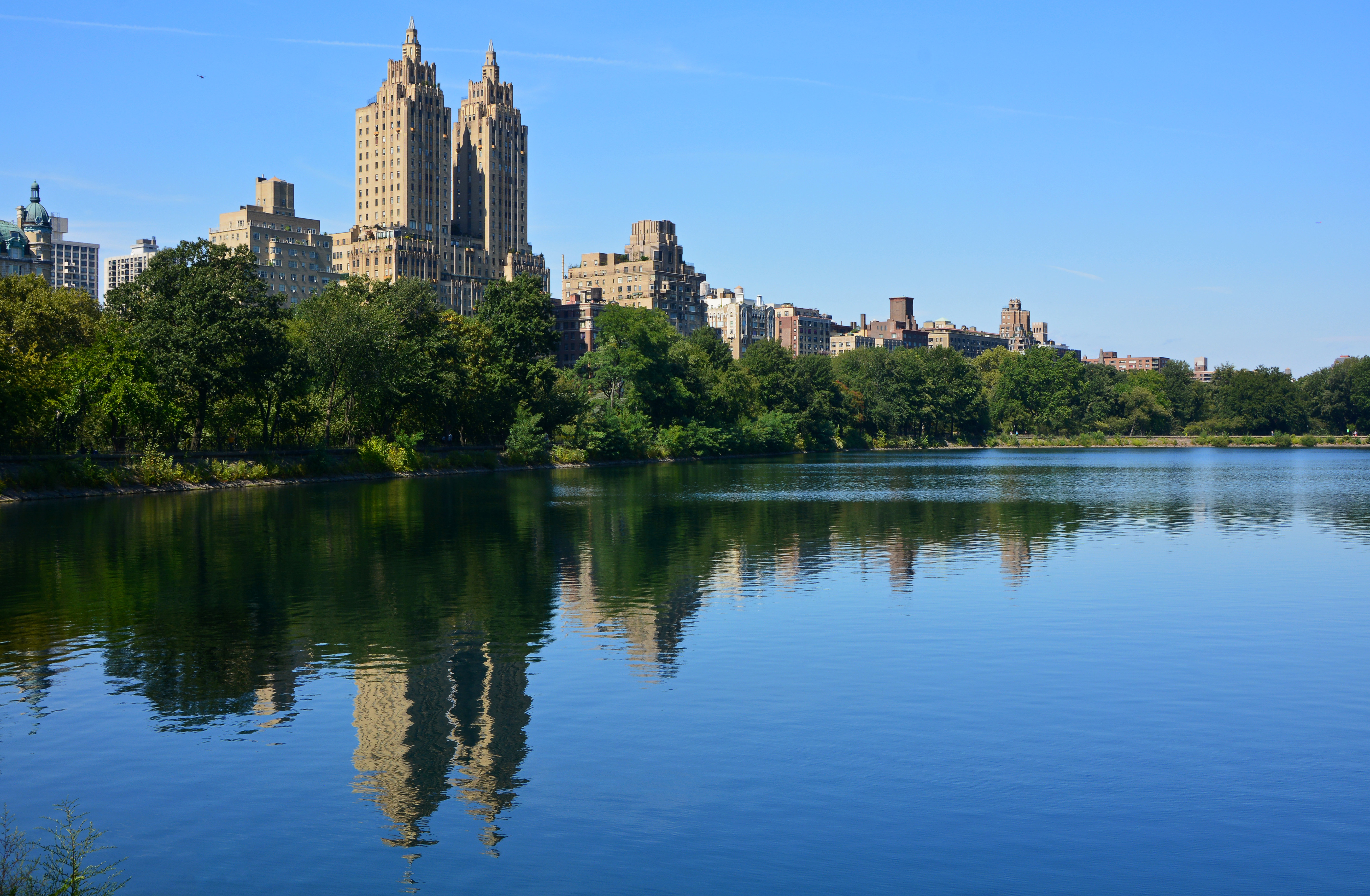
Das Jacqueline Kennedy Reservoire im Central Park

- Wadada Leo Smith / Amina Claudine Myers: Central Park’s Mosaics of Reservoir, Lake, Paths and Gardens (Red Hook Records; RH1005)[2]

1. Conservatory Gardens 9:02
2. Jacqueline Kennedy Onassis Reservoir 1:56
3. Central Park at Sunset 5:17
4. When Was (Myers) 5:33
5. The Harlem Meer 3:07
6. Albert Ayler, a Meditation in Light 6:30
7. Imagine, a mosaic for John Lennon 5:06

Wenn nicht anders vermerkt, stammen die Kompositionen von Wadada Leo Smith und Amina Claudine Myers.

## Rezeption
Nach Ansicht von Karl Ackermann, der das Album in All About Jazz rezensierte, ist die relative Kürze und die kontemplative Atmosphäre von Central Park Mosaics of Reservoir, Lake, Paths and Gardens nicht weniger überzeugend als seine vorangegangenen größeren Projekte. Seine Duopartnerin Amina Claudine Myers sei eine hochgeschätzte Künstlern, die vor allem als Pianistin und Organistin bekannt sei und schon vor langer Zeit viel mehr ein Begriff hätte sein sollen. Der Austausch zwischen Smith und Myers sei ungewöhnlich und glühend. Die vielseitigen Inspirationen seit ihrer Arbeit in der AACM aus der Welt der globalen Musik, des Jazz und der klassischen Avantgarde würden sich nahtlos in die Weitläufigkeit der Mosaike aus en Themen Stausee, See, Wegen und Gärten im Central Park einfügen. Es sei von Anfang bis Ende ein hervorragendes Album.
Was das Album bereits in den ersten Tönen beweise sei, dass Smith und Myers nichts von ihrer jugendlichen Kraft und kreativen Vitalität verloren haben und es verdienen, in der reichhaltigen Geschichte der AACM eine herausragende Rolle zu spielen wie im großen Stil der Geschichte der Musik des 20. und 21. Jahrhunderts, schrieb Mike Jurkovis (All About Jazz). Das Duo würde sich Zeit lassen, wohl wissend, dass Zeit alles ist, was es gibt. „Es ist das, was uns alle ausmacht – unser Handeln von Augenblick zu Augenblick und für alle Zeiten.“ Kurz, aber majestätisch: „Jacqueline Kennedy Onassis Reservoir“ sei die perfekte Widerspiegelung des Tages. Smiths „Central Park at Sunset“ wirke wie ein Monet-Aquarell, das vom Licht des späten Nachmittags beschattet wird.
Das Album gelangte im Juli 2024 auf #4 bei dem von Tom Hull erhobenen Mid-Year Jazz Critics Poll.